# Kabelrecycling

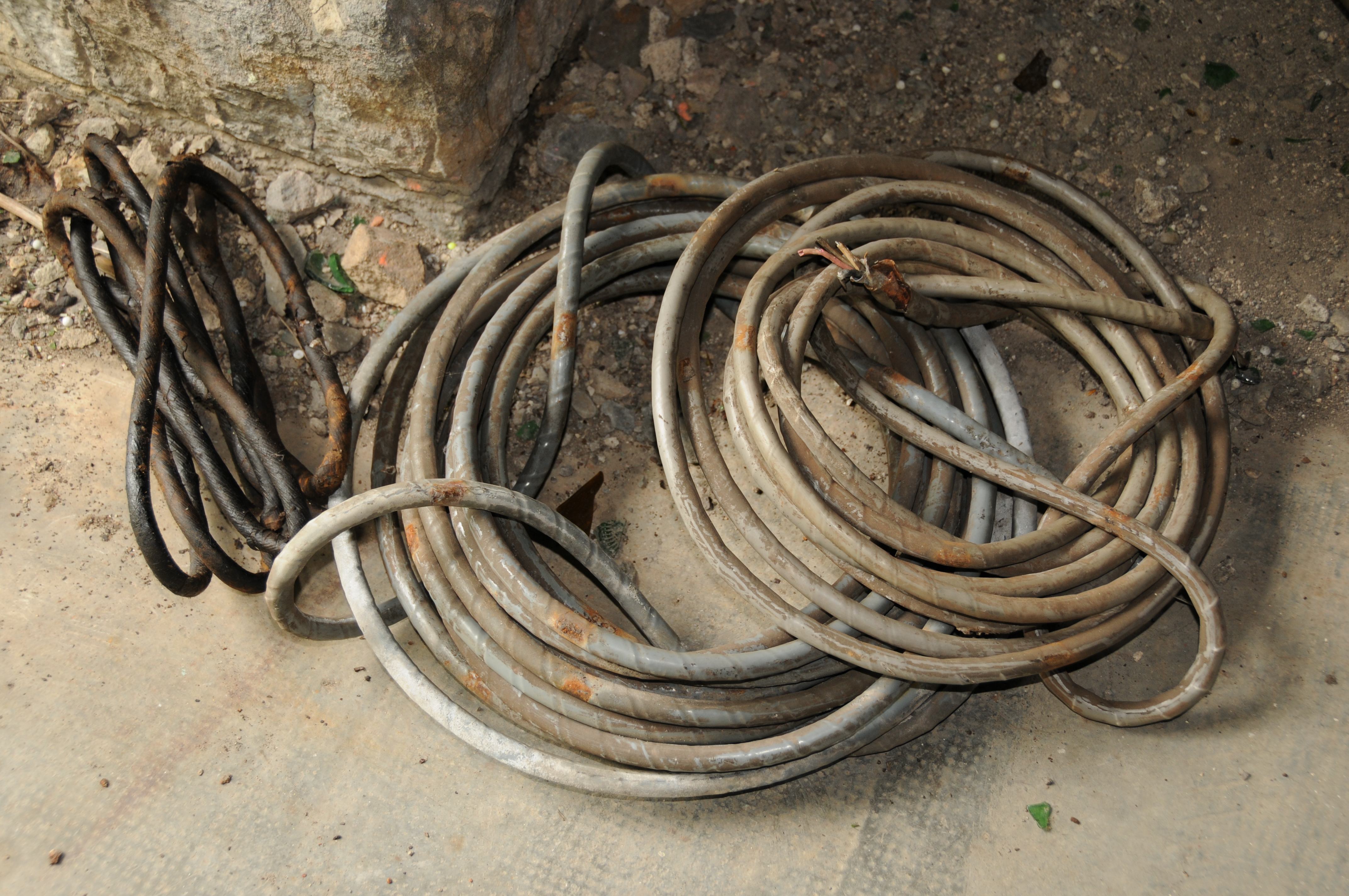
Kabelschrott

Als Kabelrecycling bezeichnet man die Rückführung entsorgter Strom- und Datenkabel in den Wertstoffkreislauf. Aufgrund der einzelnen Bestandteile wie PVC, Kupfer und Aluminium nehmen Kabel im Bereich des Recycling einen hohen Stellenwert ein. Zielsetzung ist die Schonung von natürlichen Ressourcen sowie die Umsetzung wirtschaftlicher Vorteile.

## Hintergrund
Die elektrischen Leiter in Kabeln bestehen in der Regel aus Kupfer, Aluminium, Stahl, Blei oder Silber. Als Ummantelung dient meist das Material PVC; sehr gebräuchlich sind aber auch PA, PU, PE, PTFE (Teflon), Gummi, Silikone, Silikongummi, Seide, Epoxyde, Nylon sowie verschiedene Lacke. Aufgrund der hohen Nachfrage nach diesen Stoffen in der Industrie stellen Kabel eine Schwerpunktquelle für Sekundärrohstoffe dar.

### Kabelrecycling in der Baubranche
Große Mengen von Kabelresten, Kabeln, Blechen und Rohren fallen beim Abriss von Gebäuden an und werden der Wiederverwendung zugeführt (AVV 17 04).

### Kabelrecycling und die Automobilindustrie
In der Automobilindustrie werden nach wie vor lediglich 20 % der verschrotteten Fahrzeuge recycelt. In einem durchschnittlichen KFZ sind in etwa 2 Kilometer Kabel verbaut. Bei einer Zahl von rund 500.000 Altfahrzeugen jährlich in Deutschland, kommt man auf eine ungefähre Gesamtlänge von 10 Millionen Meter Kabel pro Jahr, die zur Wiederverwertung bereit stünde. Im Jahr 2014 lag laut OICA (Internationale Automobilherstellervereinigung) die Produktion von Neuwagen bei etwa 5,9 Millionen Stück (siehe auch Wirtschaftszahlen zum Automobil). Angesichts der hohen Rohstoffpreise und zugleich steigender Nachfrage, nimmt die Rezyklierung von Kabeln eine Sonderstellung ein, da die Rohstoffe importiert werden müssen, Fahrzeuge jedoch exportiert werden sollen.

### Kabelrecycling und die Flugzeugindustrie

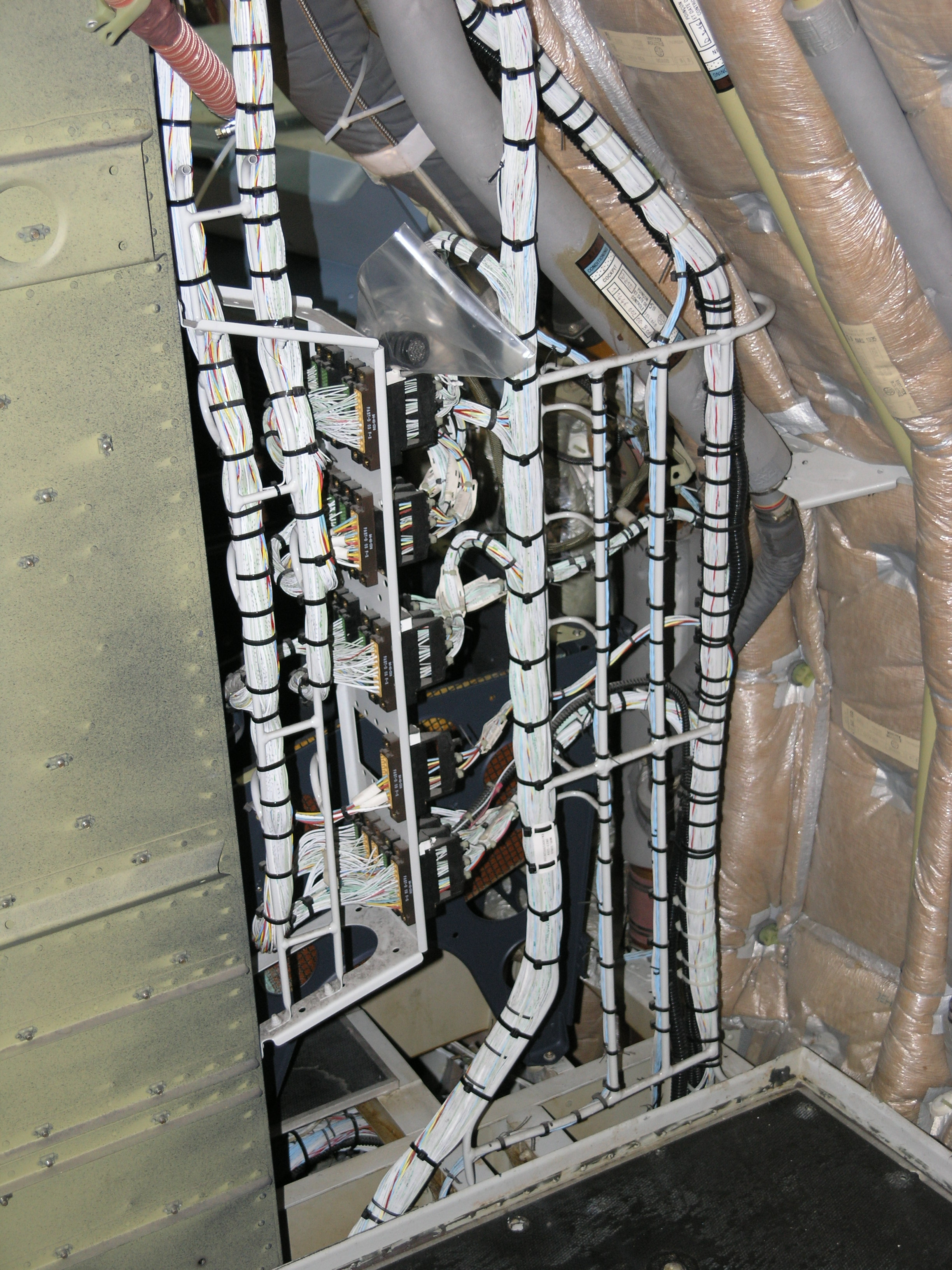
Kabelbäume im Airbus A 320

Allein der Flugzeughersteller Boeing verzeichnete von 2009 bis 2014 stetige Zuwächse beim Umsatz. 2009 wurden 263 Bestellungen registriert, im Jahr 2014 wurden beim Hersteller bereits 1.500 Stück bestellt. In einer Maschine des Typs Boeing 747 sind in etwa 275 Kilometer Kabel verbaut. Beim A380 von Airbus liegt die Gesamtlänge der inneren Verkabelung bei rund 500 Kilometern. Bisher landen die meisten ausrangierten Maschinen auf Flugzeugfriedhöfen. Da meist die Lohnkosten den Materialwert überwiegen wird nur ein geringer Teil der wertvollen Rohstoffe, insbesondere die großen Mengen an Verkabelung, bisher dem Wertstoffkreislauf wieder zurückgeführt.

## Verwendung der Rezyklate aus Kabeln
Recycling-Kupfer und Aluminium sind qualitativ den direkt aus Rohstoffen erzeugten Losen ebenbürtig. Die Materialien sind wichtige Komponenten für neue Kabel, Motoren, Transformatoren. Der weltweite Aluminiumbedarf ist ansteigend und speist sich bisher lediglich zu 30 % aus recycelten Produkten.

## Technischer Ablauf
Der Ausbau der Kabel aus Altfahrzeugen ist zeit- und personalintensiv und stellt den Hauptkostenfaktor dar. Die weitere Verarbeitung geschieht inzwischen vollautomatisiert; die Kabel werden millimeterklein geschreddert und das Schreddergut mit Vibrationssortierern (sog. Rüttler und Shaker) oder Fliehkraftabscheidern vorgetrennt, gereinigt und wieder eingeschmolzen.